# Danny Rogers
Danny Rogers (* 23. März 1994 in New York City) ist ein irischer Fußballtorhüter, der aktuell bei St Patrick’s Athletic unter Vertrag steht. Er besitzt neben der irischen auch die Staatsangehörigkeit der USA.

## Karriere

### Verein
Danny Rogers wurde 1994 als Sohn eines US-Amerikaners und einer Irin in New York City geboren und wuchs in Irland auf. Im Juli 2011 wechselte Rogers nach Schottland in die Jugend des FC Aberdeen. Nachdem er bis Dezember 2013 vereinzelt im Profikader gestanden hatte, ausschließlich aber in der Youth Academy der Dons zum Einsatz gekommen war, wurde Rogers für einen Monat an den Zweitligisten Airdrieonians FC verliehen. In der Saison 2014/15 wurde er an den FC Dumbarton verliehen. Beim zweifachen schottischen Meister war er als Stammtorwart aktiv. In der Saison 2015/16 spielte der 21-jährige Rogers ebenso als Stammkeeper beim Zweitligisten FC Falkirk. In der folgenden Saison 2016/17 wurde Rogers ein zweites Mal an den FC Falkirk verliehen. Danach zum Erstligaaufsteiger FC St. Mirren. Im August 2019 wurde er erneut verliehen. Nach der insgesamt sechsten Leihstation verließ er Aberdeen im Juni 2020. Einen Monat später unterschrieb er einen Vertrag bis 2021 beim FC Kilmarnock. Im Sommer 2021 wechselte er zu Oldham Athletic. Seit Sommer 2022 steht er bei St Patrick’s Athletic in der 1. irischen Liga unter Vertrag. 

### Nationalmannschaft
Im September 2014 debütierte Rogers in der Irischen U-21 gegen Norwegen.